# أبرشية طنجة
أبرشية طنجة أو أبرشية الرومان الكاثوليك الطنجية (باللاتينيَّة: Archidioecesis Tingitanus) هي الأبرشية الموجودة في الدار البيضاء، بالمغرب، وعلى ارتباط مباشر مع الكرسي الرسولي.

## التاريخ
- 1469: إنشاء أبرشية المغرب من أبرشية سبتة في المستعمرة الإسبانية شمال المغرب.
- 1570: اضطهاد أتباع الكنيسة.
- 28 نوفمبر 1630: استعادة الوضع ككنيسة رسولية لمقاطعة المغرب.
- 14 أبريل 1908: الترويج لها باعتبارها الكنيسة الرسولية التجريبية للمغرب.
- 14 نوفمبر 1956: الترويج لها باعتبارها أبرشية طنجة.

## الكنائس الخاصة
مقر رئيس الأساقفة هو كاتدرائية نوتردام دي لورد في الدار البيضاء؛ وكانت الكاتدرائية القديمة في السابق لكاتدرائية القلب المقدس في الدار البيضاء.